# قرية جرادة

قرية جرادة، هي احدي قري الولاية الشمالية في السودان تقع شمال مدينة دنقلا العاصمة الخرطوم، علي بعد 8كلم، وبها كافة الخدمات من: صحة، وتعليم، وزراعة.
سميت بهذا الاسم، لانه تم فيها «تجريد» احدي فصائل الجيش الإنجليزي، بواسطة جيش المهدية التي كان يقودها القائد يونس ود الدكيم .كما بها مناطق اثرية موجودة الي يومنا هذا ، من ضمنها على سبيل المثال منزل الأمير يونس ود الدكيم .